# Eilicrinia orias
Eilicrinia orias är en fjärilsart som beskrevs av Eugen Wehrli 1933. Eilicrinia orias ingår i släktet Eilicrinia och familjen mätare. Inga underarter finns listade i Catalogue of Life.